# Cola di Rienzo
Cola di Rienzo, Cola di Rienzi oziroma Nicola di Lorenzo Gabrini je bil rimski ljudski tribun in rimski senator; * okoli 1313 Rim (Papeška država, Sveto rimsko cesarstvo; † 8. oktober 1354 Rim (Papeška država) 

## Življenjepis

### Mladost
Nikolaj se je rodil prve mesece leta 1313 v rimski četrti Regola in je bil uradno sin revnega gostilničarja Lovrenca (Lorenzo) ter perice in raznašalke vode Magdalene (Maddalena); domišljeval pa si je, da je sin cesarja Henrika Luksemburškega, ki naj bi imel priložnostno zvezo s Nikolajevo materjo, ko je bil v Rimu zaradi kronanja. Ko so mu preprečili vstop v Baziliko svetega Petra, se je prikradel vanjo preoblečen v romarja, ki pa so ga hitro prepoznali. Takrat je pobegnil ravno v gostilno Nikolajevega očeta in se v njej nekaj dni skrival. Magdaleni je bil plemeniti gost všeč in iz te zveze se je rodil Nikolaj (Nicola, skrajšano Cola). To zadevo naj bi mati sama zaupala svojemu spovedniku šele na smrtni postelji. 

Po njeni smrti so dečka sprejeli sorodniki v Anagniju, kjer je ostal vse do smrti svojega očeta. Tam je živel kot kmet med kmeti, vendar je bil deležen pouka. Desetletnik se je vrnil v Rim, kjer se je z vso vnemu posvetil učenju. Izobrazil se je v pravu, svetem pismu, latinščini in slovstvu, zlasti pa v poznavanju starorimske zgodovine, literature in umetnosti. Prebiral je Vergila, Cicerona, Avguština in druge latinske klasike ter primerjal žalostno sedanjost večnega mesta z njegovo slavno preteklostjo sredi številnih razvalin, kar mu je spodbujalo željo, da bi mu povrnil nekdanjo veličino. Postal je beležnik (notaio – zapisnikar, tajnik) in se poročil s hčerko nekega beležnika, verjetno je to bil Francesco Mancini. Imel je sina in dve hčerki. Njegovega brata so umorili, zločina pa v tistih zmedenih časih niso kaznovali. To ga je še spodbudilo v boju zoper plemstvo.

### Ljudski tribun
1344 se je vrnil v Rim in ko je plemstvo ljudstvo vedno bolj stiskalo, se je postavil 20. maja 1347 na čelo oboroženega krdela na Kapitolskem griču ter se dal z odobrenjem papeškega odposlanca izvoliti za ljudskega tribuna. 

Dobro je znano, kako je vedel uporabljati besede in podobe za širjenje svojih zamisli. Anonymus opisuje z bogatimi podrobnostmi dve alegorični sliki, ki ju je uporabil. Prvo na fasadi Kapitola s pogledom na trg, drugo na steni S. Angelo in Pescheria. Ena in druga oslikavata bedne razmere v Rimu pod vlado plemstva; ta na Kapitolu poudarja s prefinjeno alegorijo različne črte plemiške vladavine, druga pa se osrodotoča na željo po boljši ureditvi. 

Uredil je ljudsko obliko vladavine (republiko) in uredil ljudsko vojsko, s katero je prisilil plemstvo k vdaji ali begu. Rienza je podpiral ne le papež, ampak tudi ogrski kralj Ludvik Ogrski. Kmalu nato je povabil na slovesno sejo v Rim italijanske vojvode in župane, češkega kralja Karla IV. (pozejšega svetorimskega cesarja) kakor tudi francoskega kralja Filipa Srečnega. Zborovanje je uporabil zlasti za zadovoljitev svoje in ljudske razposajenosti, s čimer je dal v roke orožje svojim nasprotnikom, da so zoper njega skovali zaroto. 20. novembra 1347 je uspelo Rienzu zopet premagati plemstvo; kmalu potem pa je izgubil naklonjenost ljudstva zaradi razuzdanega življenja, neusmiljenih usmrtitev in nasploh samosvojega vedenja. 

### Padec
Zaradi diktatorskega načina vladanja je izgubil naklonjenost papeža; 15. decembra 1347 je moral odstopisti s položaja tribuna, a marca 1348 pobegniti pred plemiškim pritiskom. Nekaj časa je iskal zavetje v nedostopnem samostanu Celestina V. v pogorju Mejella; pozneje pa je pobegnil v Prago h kralju Karlu, ki pa ga je dal okovati v železje in poslati k papežu Klemenu VI. v Avignon 1352. Tam je bil strogo zastražen in obtožen herezije ter upora zoper oblast. Ko je kmalu nato zasedel prestol Inocenc VI., ga je kmalu osvobodil in oprostil obtožb ter ga 1354 poslal v Rim skupaj s kardinalom Alobrnozom.  Rienzo je znova izgnal plemstvo iz večnega mesta in strl njegovo oblast.
 
Uspelo mu je napraviti razkol med plemstvom. Dober del Orsinijev, ki so bivali na Montegiordanu ter na Angelskem gradu, ter Contijevi so se že od prvega dne postavili na njegovo stran. Nasprotno pa so mu bili sovražni Colonnovi, Savellijevi in Orsinijevi z Marina. Vprašanje je, če se je Cola nasproti njim postavil zadosti trdno. Potrjeno je, da je dal ujeti in nato umoriti 29. avgusta fra Morreala, da bi mu zaplenil premoženje. Mnenja o tem, ali je njegovemu ugledu v očeh Rimljanov škodovala smrt voditelja, so deljena. Zaplenjeni denar naj bi uporabil za plačilo plačancev, ki naj bi se lotili z veliko močjo napada na Colonnove. Ljudstvu se je vsekakor zameril še z drugimi nerezumnimi potezami, med katerimi je bila najhujša že omenjena usmrtitev menjalca denarja; svojo lakomnost je poskušal potešiti tudi s povišanjem davkov, kar je razkačilo ljudstvo in ga spodbudilo k vstaji 8. oktobra 1354. 
Anonymus pa namiguje na druge razloge za ljudsko nezadovoljstvo: bremena posrednih davkov, njegovo samovoljno pa tudi čudaško vedenje, ki kaže nestalnost značaja in vedno večje nezaupanje do sodelavcev. Lahko pa rečemo, da je bilo nezadovoljstvo precej omejeno. Zjutraj, 8. oktobra, so se dvignila proti njemu le štiri okrožja, ki so bila pod prevladujočim vplivom Savellijevih in Kolonovih, kar daje naslutiti, da so gibanje vodili Colu sovražni plemiči. Če bi Rienzu uspelo imeti govor, bi bil lahko položaj obrnil v svojo korist. Njegov propad pa kaže bolj na brezbrižnost kot nezadovoljstvo zoper njega, ki se je vrnil na oblast po volji papeža. 
Hotel je spregovoriti, ko ga je zadela v roko puščica, padel je in množica je završala. Ni mu ostalo drugega, da se umakne. Preoblečenemu v kmeta se je posrečilo pobegniti s prizorišča: pomešal se je med ljudstvo in skupaj z njim vpil zoper "sprijenega tribuna"; vendar ga je eden od Colonnovih hlapcev prepoznal po zlatih narokvicah, ki jih je pozabil sneti. Ljudstvo ga je linčalo in razkosalo ter zažgalo, njegov pepel pa so raztresli po okolici. 